# Blandfordia
Blandfordia Sm., 1804 è un genere di angiosperme monocotiledoni endemico dell'Australia. È l'unico genere della famiglia Blandfordiaceae.
Le piante di questo genere sono comunemente chiamate Christmas Bells ("campane di Natale") per la forma dei loro fiori e per il fatto che in Australia fioriscono in tale periodo.
Il genere Blandfordia è stato così nominato dal botanico inglese James Edward Smith nel 1804 in onore di George Spencer-Churchill, V duca di Marlborough, Marchese di Blandford.

## Distribuzione e habitat
Il genere è presente in Australia orientale (Nuovo Galles del Sud, Queensland e Tasmania).

## Tassonomia
Il genere comprende le seguenti specie:
- Blandfordia cunninghamii Lindl.
- Blandfordia grandiflora R.Br.
- Blandfordia nobilis Sm.
- Blandfordia punicea (Labill.) Sweet